# Natalie Grinham

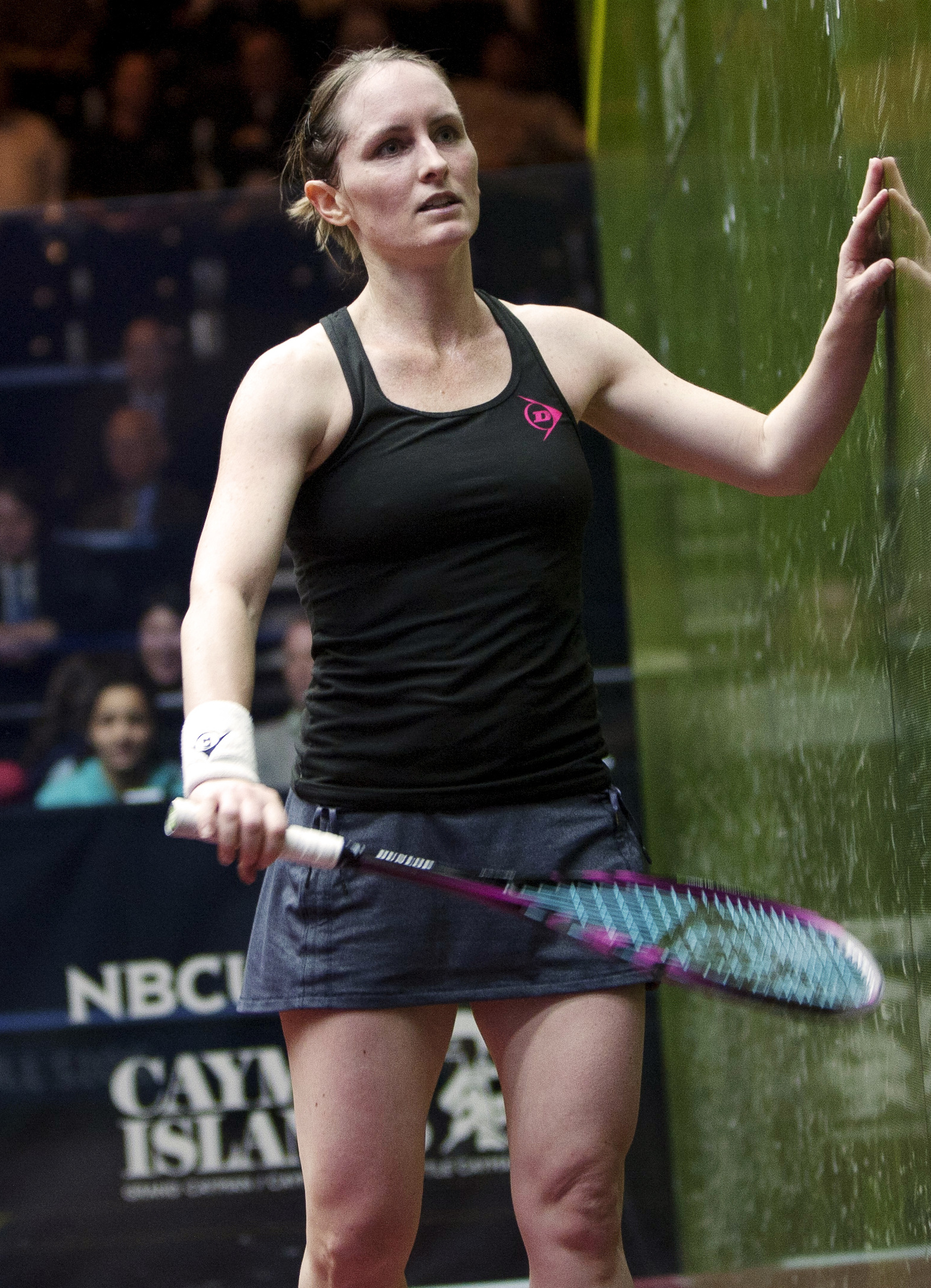
Natalie Grinham au Tournament of Champions 2012

Natalie Grinham, née le 16 mars 1978 est une joueuse australienne de squash. Elle a changé de nationalité pour devenir néerlandaise. Elle atteint la 2e place mondiale en février 2007, son meilleur classement. Elle se retire du circuit en janvier 2017 après une ultime participation au Tournament of Champions.

## Biographie
Grinham est la sœur de la joueuse professionnelle de squash, Rachael Grinham, championne du monde en 2007. 
Toute petite, elle joue au squash, ses deux parents étant eux-mêmes pratiquants. Résidente néerlandaise depuis 1999, elle prend la nationalité néerlandaise après son mariage en 2006 avec le joueur néerlandais Tommy Berden. Le couple a trois fils. Celui-ci est à partir de 2014, directeur général de l'Association internationale des joueuses de squash.
Sa carrière d'une exceptionnelle longévité (plus de 20 ans) est marquée par une formidable rivalité avec la légendaire Nicol David qui la bat en finale des championnats du monde 2006 et 2009.

## Palmarès

### Titres
- Tournament of Champions ; 2 titres (2012,2013)
- US Open : 2005
- Open de Nouvelle-Zélande : 2009
- Monte-Carlo Squash Classic : 4 titres (2006, 2007, 2011, 2012)
- Open des Pays-Bas : 2 titres (2003, 2004)
- Apawamis Open : 2 titres (2003, 2007)
- Open de Greenwich : 2007
- Open de Séoul : 2007
- Australian Open : 2004
- Championnats d'Europe: 2 titres (2009, 2011)
- Championnats du monde par équipes: 2 titres (2002, 2004)
- Championne des Pays-Bas : 4 titres (2001, 2012, 2013, 2016)

### Finales
- Open du Texas : 2013
- Championnats du monde : 4 finales (2004, 2006, 2007, 2009)
- British Open : 2005
- Hong Kong Open: 2 finales (2005, 2007)
- Qatar Classic : 2 finales (2006, 2008)
- Boca del Río Veracruz International 2011
- Apawamis Open : 2008
- Open des Pays-Bas : 2008
- Open de Kuala Lumpur : 3 finales (2001, 2007, 2008)
- Singapore Masters : 2 finales (2007, 2009)
- Open de Malaisie : 2008
- Carol Weymuller Open : 2005
- Australian Open : 2 finales (2001, 2003)